# Windows Server 2008
Windows Server 2008 (2008) (precedentemente conosciuto come Windows Server "Longhorn") è una versione server di Windows, distribuita il 27 febbraio 2008.
Il 15 maggio 2007, alla sedicesima edizione della Windows Hardware Engineering Conference (WinHEC), Bill Gates ha confermato il nome Windows Server 2008 per questa major release, seguendo lo schema dei nomi adottato già in precedenza per i prodotti server.
Windows Server 2008, successore di Windows Server 2003, è la versione server equivalente a Windows Vista, e contiene alcune funzioni specifiche per questo tipo di utilizzo. Windows Azure è una variante di Server 2008.

## Piattaforme supportate
Windows Server 2008 supporta un'ampia gamma di CPU.
I processori con architettura x86 sia a 32 bit che a 64 bit (grazie al supporto delle istruzioni AMD AMD64 e Intel EM64T) sono supportati da tutte le sue versioni, mentre il processore Intel Itanium 2 con architettura IA-64 è supportato solo dalla Datacenter Edition.
Dalla R2 è supportato solo hardware 64 bit.

## Edizioni
Windows Server 2008 è disponibile in diverse edizioni:
- Windows Server 2008 Small Business
- Windows Server 2008 Datacenter
- Windows Server 2008 Enterprise
- Windows Server 2008 Standard
- Windows Server 2008 R2
- Windows Web Server 2008
- Windows HPC Server 2008
- Windows Server 2008
- Windows Server 2008 for Itanium-Based Systems
- Windows Server 2008 Datacenter without Hyper-V
- Windows Server 2008 Enterprise without Hyper-V
- Windows Server 2008 Standard without Hyper-V
- SQL Server 2008
- SQL Server 2008 R2
- Windows 7 and Windows Server 2008

## Caratteristiche principali
Le novità che riguardano questa versione di Windows Server sono:
- Windows PowerShell è la nuova shell ad oggetti .NET inclusa in Windows Server 2008
- Dynamic Partitioning permette di allocare risorse dinamicamente
- Internet Information Services (IIS) 7.0
- Terminal Services Gateway per accedere alle applicazioni senza usare RAS
- Failover Clustering migliorata gestione cluster, migliorata sicurezza e stabilità
- Network Access Protection protegge la rete dai client compromessi
- Next Generation TCP/IP Protocol
- Server Manager riunisce in un unico posto le funzioni di setup, configurazione, amministrazione dei ruoli del server, ecc.
- Supporto nativo di UEFI 2.0
- Distributed File System Replication Service (DFS-R)
- Volume Shadow Copy Service (VSS)
- Read Only Domain Controller

### Server Core
La novità più evidente di Windows Server 2008 è la modalità di installazione chiamata Server Core. Server Core è un'installazione ridotta in cui Windows Explorer non viene incluso, e tutta la configurazione e la gestione è fatta completamente tramite riga di comando, o connettendosi con Microsoft Management Console. Server Core inoltre non include .NET Framework, Internet Explorer e molte altre funzionalità. Una macchina Server può essere configurata con diversi ruoli: Domain controller/Active Directory Domain Services, ADLDS (ADAM), DNS Server, DHCP Server, file server, print server, Windows Media Server, Terminal Services Easy Print, TS Remote Programs, e TS Gateway, IIS 7 web server e Windows Server Virtualization virtual server.